# Bohdalovský rybník
Bohdalovský rybník také zvaný Hradní rybník je rybník jihozápadně od městyse Bohdalov v okrese Žďár nad Sázavou. Nachází se v nadmořské výšce 580 m v Křižanovské vrchovině. Díky své výměře 29 ha je největším rybníkem soustavy bohdalovských rybníků, která je dobře známá jak v rybářské veřejnosti, tak i u ochránců přírody (na 500 ha zemědělské půdy připadá 110 ha rybníků). Vodní plocha má tvar slona, který sedí u lesa.

## Vodní režim
Rybníkem protéká Bohdalovský potok.

## Využití
Rybník slouží k chovu ryb i k rekreaci. Možnost sportovního rybaření. U rybníka se nacházejí rekreační chaty, dětský tábor Radost a bohdalovská vodní tvrz.

## Soustava bohdalovských rybníků
Další větší rybníky Bohdalovské soustavy jsou Záhumenní rybník (27 ha) a Vazebný rybník (18 ha).